# Prospero Alpini
Prospero Alpini, noto anche come Prosper Alpinus, Prospero Alpino e Prosper Alpin (Marostica, 23 novembre 1553 – Padova, 23 novembre 1616), è stato un medico e botanico italiano.
Le sue opere e l'attività di medico e botanico lo resero celebre in tutta Europa tanto che Albrecht von Haller lo definì "medicus et botanicus celeberrimus".

## Biografia

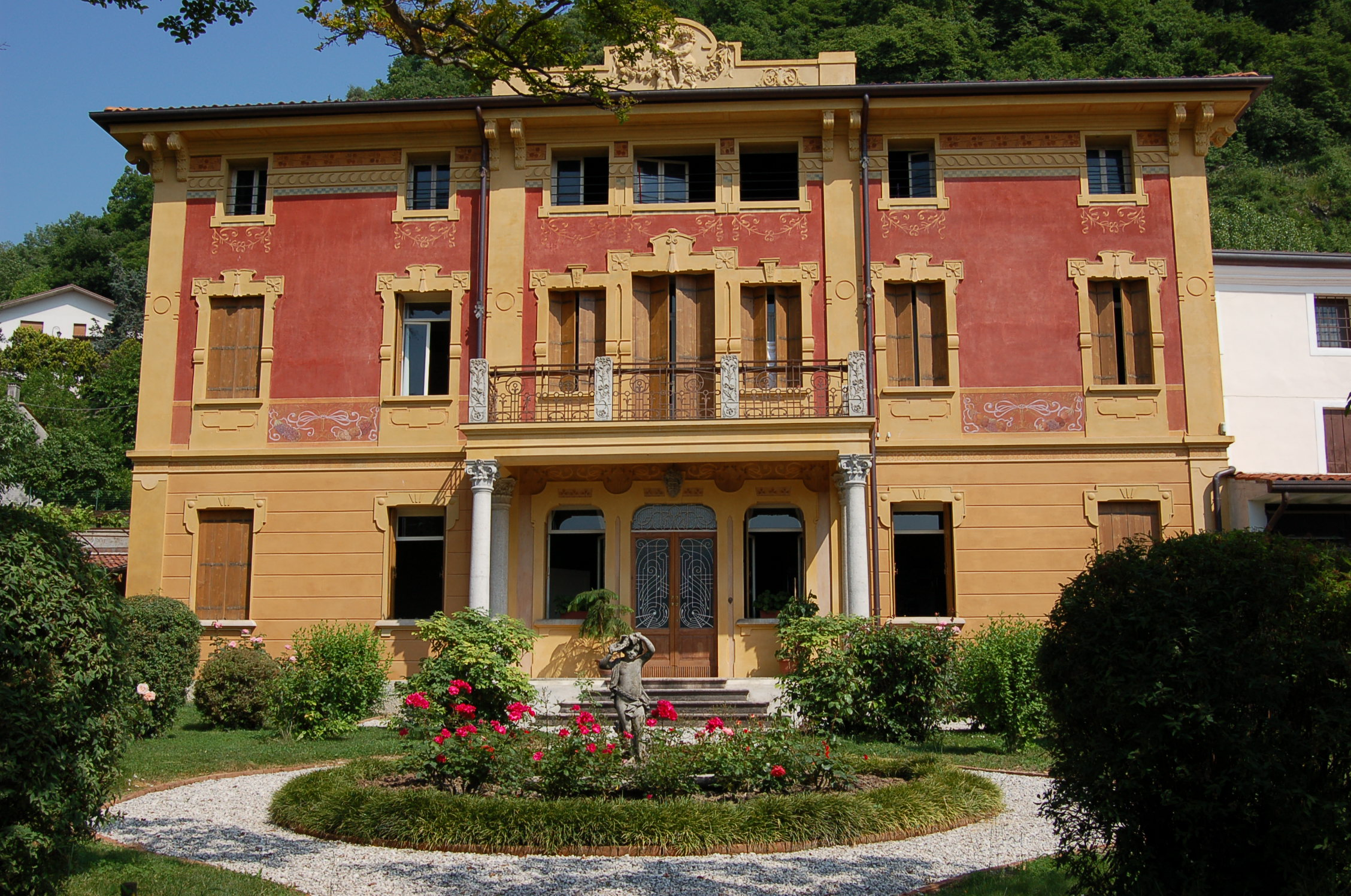
Casa natale di Prospero Alpini a Marostica

Nato a Marostica, nella Repubblica di Venezia, in gioventù si arruolò nell'esercito milanese ma, nel 1574, decise di studiare medicina all'Università di Padova, dove si laureò nel 1578. Iniziò la professione di medico a Camposampiero, un piccolo paese del territorio padovano ma, dopo poco tempo, nel 1580, il patrizio veneto Giorgio Emo, nominato console al Cairo in Egitto dalla Repubblica Veneta, lo volle con sé come medico personale; in questo modo poté dedicarsi allo studio della botanica, suo interesse scientifico prevalente.
Trascorse circa tre anni in questo paese, fino al 1584 e, dalle pratiche di coltivazione della palma da dattero, dedusse il concetto di differenza sessuale nelle piante che in seguito venne adottato come fondamento dal sistema di classificazione scientifica di Linneo. Egli comprese che «le palme da dattero femminili non portavano il frutto a meno che non ci fosse un mescolamento tra i rami maschili e femminili o, come generalmente avviene, a meno che la polverina prodotta dai fiori maschili non fosse cosparsa sui fiori femminili».
Nel campo della medicina la sua opera più celebre fu il De praesagienda vita et morte aegrotantium (1601), il primo trattato moderno di semeiotica, che ebbe grande successo e ampia diffusione con ristampe fino al 1774.
Nella botanica la sua opera più famosa fu il De Plantis Aegypti liber (1592), anche questa di grande successo e ampia diffusione con plurime edizioni e ristampe. Nel De Medicina Egyptiorum (Venezia, 1591) sono contenute le prime considerazioni sulla pianta del caffè pubblicate in Europa e i suoi usi terapeutici. Illustrò nel 1612 una varietà di rabarbaro, ricevuto da Ragusa, che aveva attecchito e fruttificato nell'Orto botanico di Padova.
L' Alpinia delle Zingiberaceae porta il suo nome. Anche su figlio Alpino fu medico e botanico.

## Opere
- De balsamo dialogus, 1581, 1592.

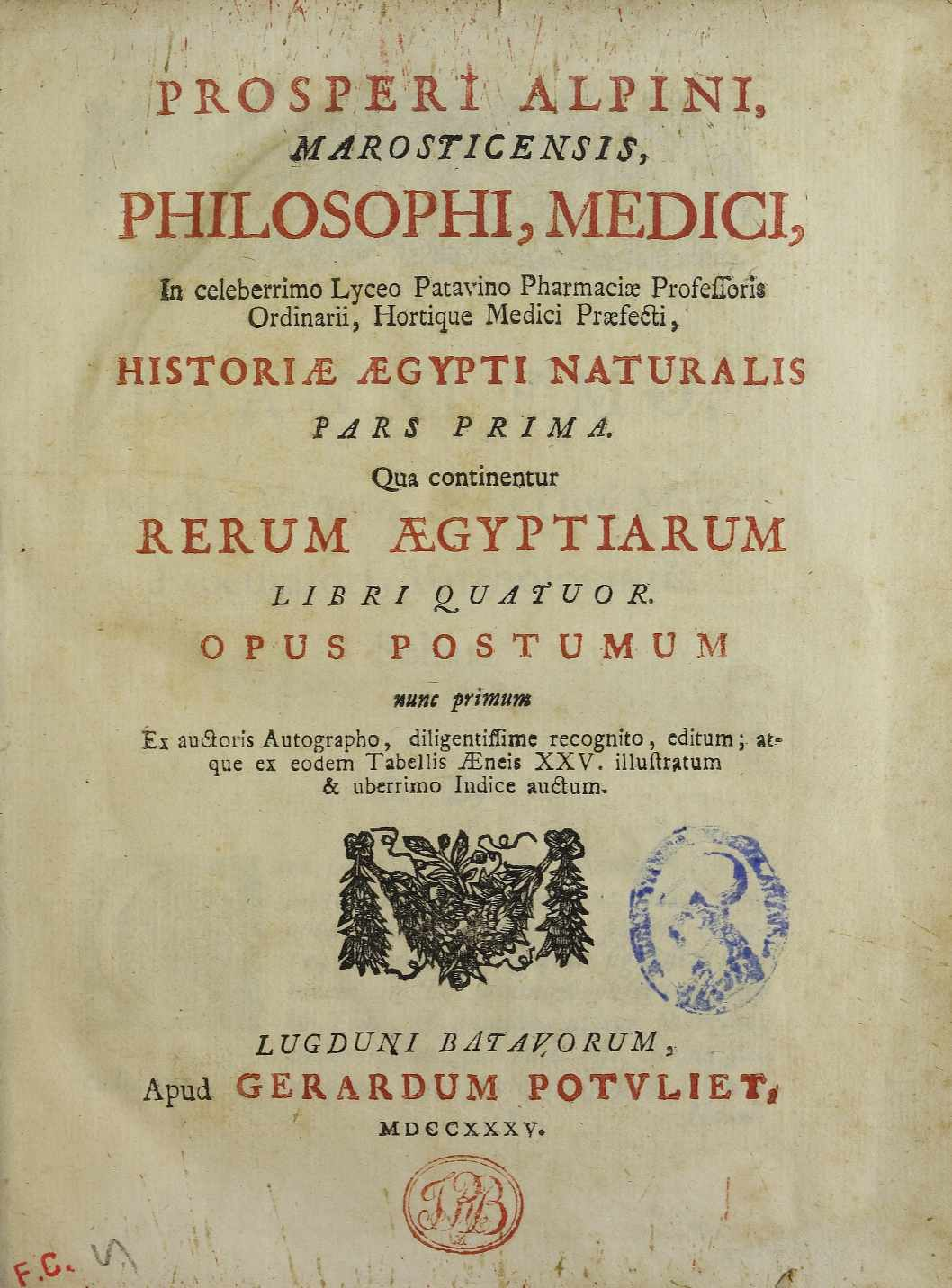
Historia Aegypti naturalis, 1735

- De medicina Aegyptiorum, Venezia, 1591.
- De plantis Aegypti, Venezia, 1592.
- De praesagienda vita et morte aegrotantium, 1601.
- De medicina methodica, 1611.
- De Plantis Exoticis, 1629.
- Rerum Aegyptiarum libri IV, 1735.
- (LA) Historia Aegypti naturalis, vol. 1, Leiden, Gerrit Potvliet, 1735.
- (LA) Historia Aegypti naturalis, vol. 2, Leiden, Gerrit Potvliet, 1735.

## Intitolazioni
Il genere Alpinia, della famiglia Zingiberaceae, gli venne dedicato da Linneo in suo onore.